# サン・ショアン・デ・リオ

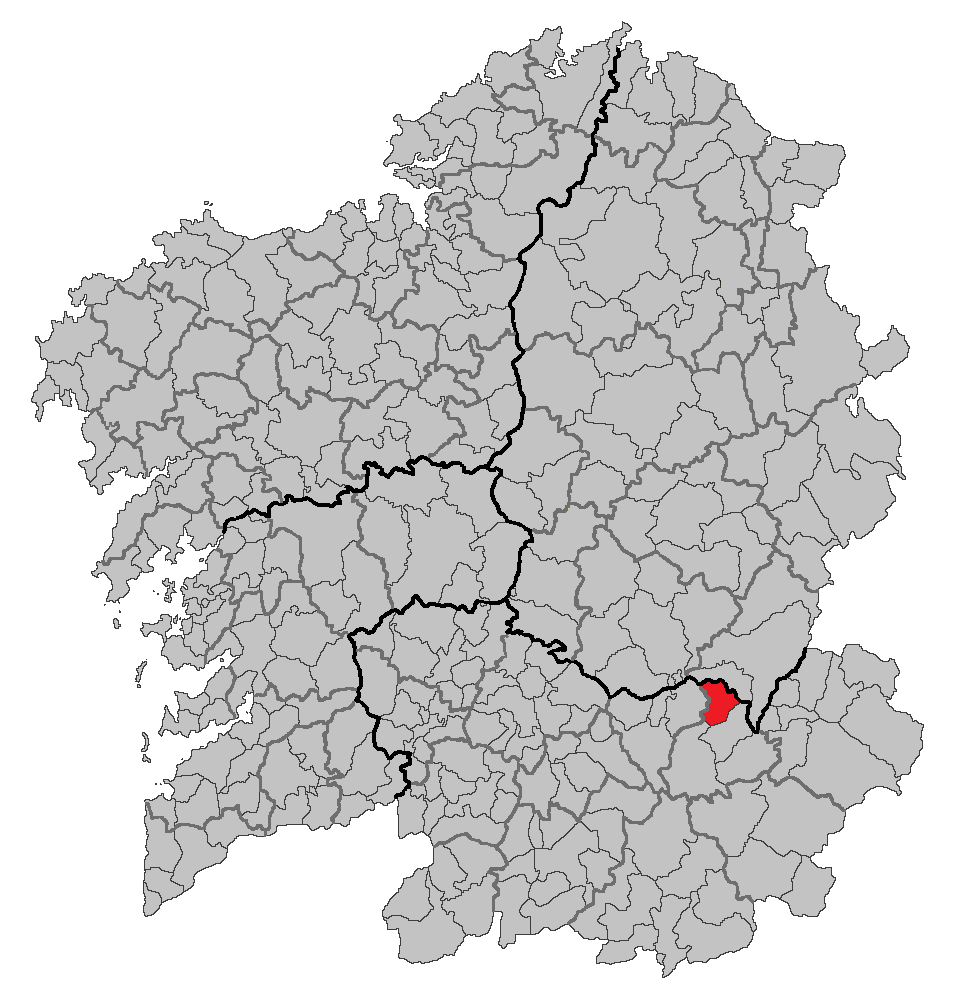

サン・ショアン・デ・リオ（San Xoán de Río）は、スペイン、ガリシア州、オウレンセ県の自治体。コマルカ・ダ・テーラ・デ・トリーベスに属する。ガリシア統計局によると、2011年の人口は708人（2010年：734人、009年：759人、2004年：864人、2003年：913人）である。住民呼称はriés/-esa。カスティーリャ語表記はSan Juan del Río（サン・フアン・デル・リオ）。
ガリシア語話者の自治体住民に占める割合は98.36％2001年）。

## 地理
サン・ショアン・デ・リオはオウレンセ県の北東部に位置し、コマルカ・ダ・テーラ・デ・トリーベスに属する。北はルーゴ県のリバス・デ・シルと、東から南にかけてはア・ポブラ・デ・トリーベスと、南はチャンドレーシャ・デ・ケイシャと、西はカストロ・カルデーラスの各自治体と接する。
サン・ショアン・デ・リオはア・ポブラ・デ・トリーベス司法管轄区に属し、同管轄区の中心自治体である。

### 人口
住民は9の教区の59の地区（集落）に居住する。
| サン・ショアン・デ・リオの人口推移 1900－2010           |
|                                                         |
| 出典:INE（スペイン国立統計局）1900年 - 1991年、1996年 - |

## 政治
自治体首長はガリシア国民党（PPdeG）のヘラルド・ロドリゲス・ドミンゲス（Gerardo Rodríguez Domínguez）、自治体評議員はガリシア国民党：3、ガリシア社会党（PSdeG-PSOE）：2、ガリシア民族主義ブロック（BNG）：2となっている（2011年5月22日の自治体選挙結果、得票順）。
| 1999年6月13日自治体選挙 |        |        |          |
| 政党                    | 得票数 | 得票率 | 獲得議席 |
| PPdeG                   | 492    | 71.51% | 7        |
| PSdeG-PSOE              | 182    | 26.45% | 2        |

| 2003年5月25日自治体選挙 |        |        |          |
| 政党                    | 得票数 | 得票率 | 獲得議席 |
| PPdeG                   | 294    | 45.37% | 3        |
| AIR                     | 223    | 34.41% | 3        |
| BNG                     | 115    | 17.75% | 1        |
| PSdeG-PSOE              | 6      | 0.93%  | 0        |

| 2007年5月27日自治体選挙 |        |        |          |
| 政党                    | 得票数 | 得票率 | 獲得議席 |
| PPdeG                   | 244    | 40.00% | 3        |
| PSdeG-PSOE              | 209    | 34.26% | 2        |
| BNG                     | 152    | 24.92% | 2        |

| 2011年5月22日自治体選挙 |        |        |          |
| 政党                    | 得票数 | 得票率 | 獲得議席 |
| PPdeG                   | 293    | 57.34% | 4        |
| PSdeG-PSOE              | 126    | 24.66% | 2        |
| BNG                     | 89     | 17.42% | 1        |

## 教区
サン・ショアン・デ・リオは9の教区に分けられている。
- アス・カバーナス（サン・パイオ）
- カストレーロ（サンタ・マリーア）
- セルデイラ（サンタ・マリーア・マダレーナ）
- メードス（サンタ・マリーニャ）
- サン・シルベストレ・デ・アルガス（サン・シルベストレ）
- サン・ショアン・デ・リオ（サン・ショアン）
- サン・シュルショ（サンタ・マリーア・ダ・オ）
- セオアーネ・デ・アルガス（サン・ショアン）
- ビラルダー（サンタ・マリーア）